# Pseudeusemia furcata
Pseudeusemia furcata là một loài bướm đêm trong họ Geometridae.